# 안드레이 돌고루키

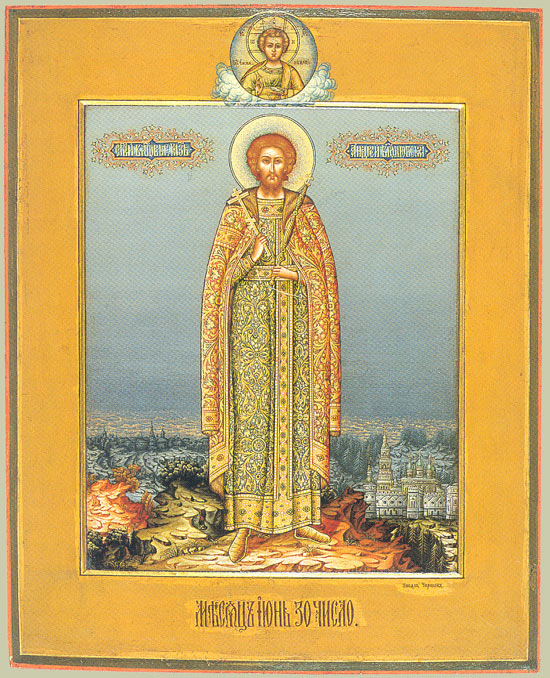
안드레이 돌고루키의 이콘

안드레이 돌고루키(러시아어: Андрей Долгорукий, 1111년경 ~ 1174년 6월 28일)는 유리 돌고루키와 메쇼라인 여자 사이에 태어난 아들로 류리크 왕조 출신이며 블라디미르 대공국의 시조이다. 나중에 "하느님의 사랑을 받은 안드레이"라는 뜻의 안드레이 보골륩스키(러시아어: Андрей Боголюбский)라고 불렸다.
1147년 영지를 수즈달에서 블라디미르로 옮겼는데, 이로써 블라디미르 대공국이 형성되었으며, 1169년에는 키예프를 점령하고 키예프 대공의 자리를 차지함과 동시에 루스 대공위의 중심지를 키예프 대공에서 블라디미르 대공으로 옮기는 등 세력을 과시하였으나, 그의 세력 팽창을 경계하던 일부 보야르들에 의해 1174년 암살당했다.

## 같이 보기
- 안드로니코스 1세